# Angelo Vincenzo Zani
Angelo Vincenzo Zani (* 24. března 1950, Pralboino) je italský římskokatolický duchovní, arcibiskup a vatikánský úředník.

## Život
Narodil se 24. března 1950 v Pralboinu. Vstoupil do semináře v Brescii a studoval filosofii a teologii na Papežské univerzitě sv. Tomáše Akvinského a na Papežské lateránské univerzitě kde získal doktorát z teologie. Na kněze byl vyvsěcen 20. září 1975 biskupem Luigim Morstabilinim. Poté navštěvoval Papežskou Gregoriánskou univerzitu kde získal licentiát ze společenských věd.
Poté se vrátil do diecéze a sloužil jako vice-rektor. V letech 1983 až 1995 učil na Salesiánském filosoficko-teologickém institutu a sociologii náboženství na Teologickém institutu Pavla VI.
Pomáhal při založení Institutu náboženských studií Katolické univerzity v Brescii. V letech 1981 až 1995 sloužil jako ředitel Diecézního pastoračního úřadu, také jako sekretář správní rady, kněz ve farnosti a ředitel školy. Během těchto let byl také ředitelem Biskupské konference Lombardie pro pastoraci škol. Od roku 1995 do roku 2002 byl ředitelem Národního úřadu pro vzdělávání, škol a univerzit Italské biskupské konference.
Dne 7. ledna 2002 byl jmenován podsekretářem Kongregace pro katolickou výchovu. Dne 9. listopadu 2012 byl ustanoven sekretářem Kongregace pro katolickou výchovu a titulárním arcibiskupem z Volturna. Biskupské svěcení přijal 6. ledna 2013 spolu s Georgem Gänsweinem, Nicolasm Théveninem a Fortunatem Nwachukwu z rukou papeže Benedikta XVI. a spolusvětiteli byli kardinál Tarcisio Bertone a kardinál Zenon Grocholewski.
Ve středu, 16. července 2014 papež František jmenoval arcibiskupa Zaniho, na pětileté funkční období, konzultantem Kongregace pro společnosti zasvěceného života a společnosti apoštolského života.
Dne 26. září 2022 byl jmenován archivářem Vatikánského tajného archivu a knihovníkem Vatikánské apoštolské knihovny. Dne 28. března 2025 přijal papež jeho rezignaci z důvodu dosažení kanonického věku 75 let.